# ایوری سائیکی
ایوری سائیکی (انگلیسی: Iori Saeki; ۲۲ ژوئیهٔ ۱۹۹۴ – ) صداپیشه، و خواننده اهل ژاپن بود. وی از سال ۲۰۱۲ میلادی تاکنون مشغول فعالیت بوده‌است.